# Euxoa mollis
Euxoa mollis là một loài bướm đêm trong họ Noctuidae.